# Accords de Mytilène
Les accords de Mytilène ont été signés dans la ville grecque de Mytilène entre le gouvernement français et l'Empire ottoman en novembre 1901 afin de confirmer le rôle de la France dans le protectorat de Jérusalem. Selon Moussa Abou Ramadan, les accords de Mytilène seraient symptomatiques d'un affaiblissement progressif de l'Empire ottoman du XVIIIe au début du  XXe siècle. Du point de vue du droit international ces accords sont toujours en vigueur. 

## La forme des accords
Ce que l'on appelle les accords de Mytilène n'est pas un texte unique signé par deux parties mais des échanges de lettres entre la Sublime Porte et l'ambassade française en date des 2, 4, 6, 9 et 10 novembre 1901.

## Contexte et contenu des accords
En 1898, le pape Léon XIII confirme le protectorat catholique français au Moyen-Orient. 
En 1901, la France réclame le règlement de quatre affaires concernant des ressortissants français dans l'Empire ottoman. Les affaires continuent de traîner au point que l'ambassadeur français à Constantinople déclare toute nouvelle conversation superflue. 
Le ministre des affaires étrangères ottomanes envoie alors une lettre à l'ambassade française avec une proposition de résolution d'une des quatre affaires, l'affaire Lorando. Cependant, la France refuse cette proposition jugée incertaine. 
Le lendemain, le conseiller de l'ambassade française exige la résolution de quatre autres affaires en guise de compensation. « [1.] La reconnaissance de l’existence légale des écoles laïques et congréganistes placées sous la sujétion ou la protection de la France ; [2.] celle de l’existence légale des établissements hospitaliers ou consacrés au culte placés sous la sujétion ou protection de la France ; [3.] la délivrance immédiate des firmans nécessaires pour la construction, l’agrandissement et la réparation d’un certain nombre de ces mêmes établissements, notamment de ceux qui ont été détruits ou ont subi des dommages durant les troubles de 1894-1896 ; [4.] la délivrance immédiate sans condition du bérat de reconnaissance du Patriarche chaldéen. »
Le conseiller ajoute que si cela n'est pas accepté par écrit et sans équivoque, les revendications françaises seront augmentées. Afin d'avoir une réponse rapide et favorable, le gouvernement français saisit la douane de Mytilène avec plusieurs navires (dont le cuirassé Charlemagne et le croiseur cuirassé Latouche-Tréville) aux abords de l'île. La France décide d'en assurer l'administration jusqu'à une réponse positive de l'Empire ottoman. 
L'Empire ottoman cherche le soutien de l'Allemagne, de la Russie et de l'Angleterre, mais tous déclinent et annoncent soutenir la France. 
L'intervention navale sur l'île de Mytilène en novembre de l'année 1901 aboutit « à l'établissement d'une liste exhaustive des établissements d'enseignement et d'assistance protégés par la France. La France obtient ainsi la reconnaissance légale et l'immunité douanière de 245 établissements scolaires d'obédience française, essentiellement religieux et placés sous sa protection. »